# Dextrinodontia
Dextrinodontia är ett släkte av svampar. Dextrinodontia ingår i familjen Hydnodontaceae, ordningen Trechisporales, klassen Agaricomycetes, divisionen basidiesvampar och riket svampar.
|                | Tubulicium                                   |
|                |                                              |
|                | Trechispora                                  |
|                |                                              |
|                | Litschauerella                               |
|                |                                              |
|                | Hydnodon                                     |
|                |                                              |
|                | Brevicellicium                               |
|                |                                              |
|                | Sphaerobasidium                              |
|                |                                              |
|                | Sistotremella                                |
|                |                                              |
|                | Sistotremastrum                              |
|                |                                              |
|                | Fibrodontia                                  |
|                |                                              |
|                | Subulicystidium                              |
|                |                                              |
|                | Luellia                                      |
|                |                                              |
|                | Dextrinocystis                               |
|                |                                              |
|                | Cristelloporia                               |
|                |                                              |
| Dextrinodontia | \| \| Dextrinodontia molliuscula \| \| \| \| |
|                | \| \| Dextrinodontia molliuscula \| \| \| \| |
|                | Dextrinodontia molliuscula                   |
|                |                                              |

|  | Dextrinodontia molliuscula |
|  |                            |